# Nekromantik
Nekromantik ist ein 1987 von dem deutschen Regisseur Jörg Buttgereit gedrehter Low-Budget-Horrorfilm. Der Amateurfilm wurde im Super-8-Format gedreht. Die Premiere fand am 29. Januar 1988 im Sputnik Kino, Berlin-Wedding statt.

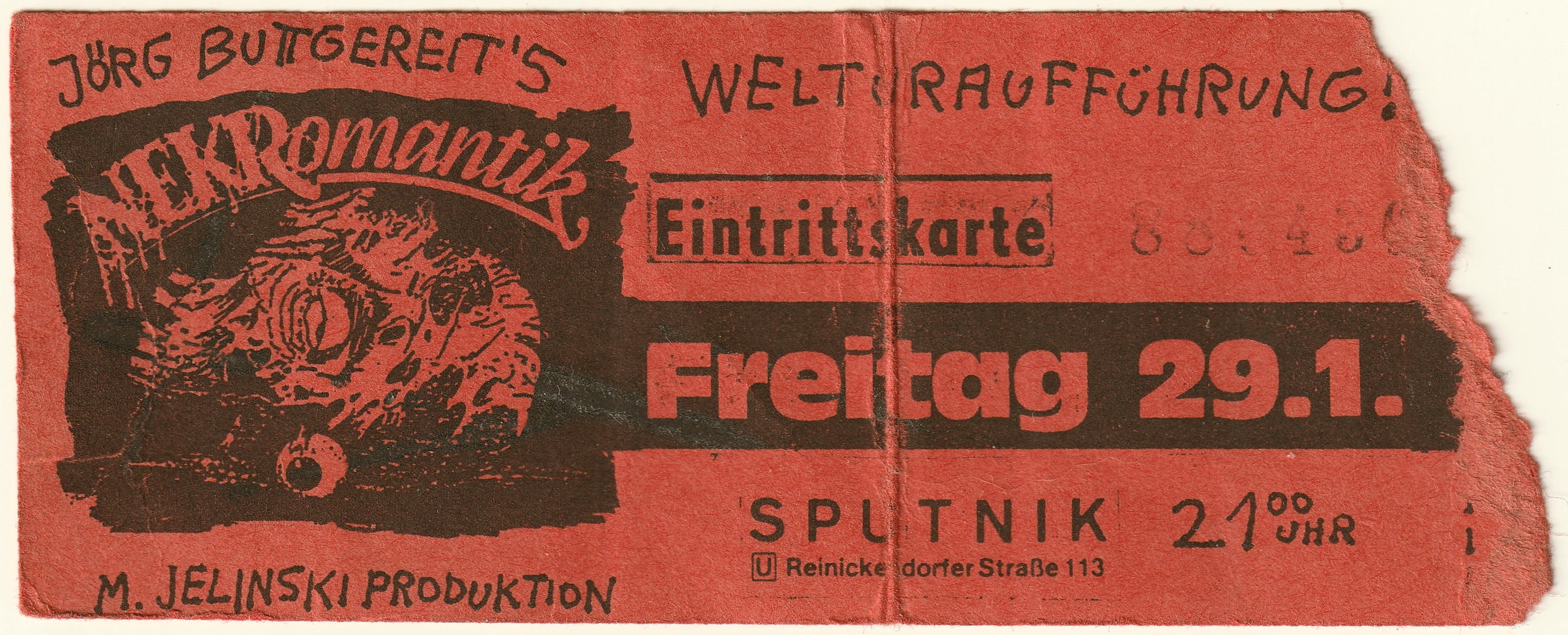

## Handlung
Robert Schmadtke arbeitet bei „JSA – Joe’s Säuberungs Aktion“, einem Unternehmen, das sich auf Aufräumarbeiten nach Todesfällen spezialisiert hat. Seine Arbeit kommt Robert gelegen, da er nekrophil ist. Immer wieder entwendet er Leichenteile und bringt sie in seine Wohnung, zur Freude seiner Freundin Betty, die seinen Fetischismus teilt.
Als Robert eines Tages eine ganze Leiche mitbringt, beginnen er und Betty zunächst eine Dreiecksbeziehung mit dem toten Körper, nachdem er allerdings seinen Job verliert, brennt Betty mit der Leiche durch. Robert bleibt allein zurück und versucht den Verlust durch Alkohol, Drogen, Gewalt und Sex zu kompensieren, findet aber erst ekstatische Erfüllung im Suizid. Nach seinem Tod wird er begraben. Die letzte Szene zeigt eine Frau, erkennbar am Frauenschuh, welche mit einem Spaten beginnt, das Grab zu öffnen.

## Bewertungen
„Der Film bleibt aber insgesamt Geschmackssache. Man mag ihn oder man hasst ihn. Der Stil ist durchaus gewöhnungsbedüftig und dürfte wahrlich nicht jedem gefallen.“

„Mit Nekromantik schuf Buttgereit einen polarisierenden, provokanten und zugleich tabubrechenden 8mm-Film voller Detailliebe und kunstvoller Bildsprache.“